# U-Bahnhof Auf dem Damm
Der U-Bahnhof Auf dem Damm ist ein Tunnelbahnhof der Stadtbahn Duisburg im Duisburger Stadtteil Meiderich. Er wurde am 23. September 2000 im Rahmen der Eröffnung des Ruhrtunnels eröffnet und wird seitdem von der Stadtbahnlinie U79 sowie der Straßenbahnlinie 903 bedient. Der Bahnhof ist im Besitz der Stadt Duisburg und wird von der Duisburger Verkehrsgesellschaft betrieben.

## Lage und Ausstattung
Der Bahnhof befindet sich im Stadtteil Meiderich etwa 11 m unter der ihm namensgebenden Straße Auf dem Damm im Bereich einer Kreuzung mit den Straßen Rosenbleek und Sommerstraße. Oberirdisch verkehren zwei Buslinien, zu denen ein direkter Umstieg in beiden Richtungen besteht. Unterirdisch folgt der in offener Bauweise errichtete Bahnhof dem Verlauf des Ruhrtunnel in Form einer langgezogenen Rechtskurve. Im Streckenverlauf vor dem Bahnhof unterquert der Tunnel aus der Innenstadt kommend die Ruhr und die Duisburg-Ruhrorter Häfen. Im weiteren Anschluss an den Bahnhof führt die Strecke bis zur Station Meiderich Bahnhof, wo der Tunnel endet und sich die nicht zur Stadtbahn ausgebaute oberirdische Straßenbahnstrecke der Linie 903 Richtung Dinslaken anschließt.
Der Bahnhof verfügt über einen rund 80 m langen Mittelbahnsteig, der in einen 50 m langen und 92 cm hohen Bahnsteigbereich für die Stadtbahnfahrzeuge der Linie U79 sowie einen 29 m langen und 26 cm hohen Bahnsteig für Straßenbahnen der Linie 903 unterteilt ist. Von der Bahnsteigebene führen zwei Rolltreppen und eine feste Treppe in die darüberliegende Verteilerebene, von der aus zwei separate Aufgänge auf die Straßenebene führen. Diese sind ebenfalls mit Rolltreppen und festen Treppen ausgestattet. Zudem verfügt die Station als einziger unterirdischer Bahnhof in Duisburg über zwei Aufzüge, die zudem auch in der Verteilerebene halten können.
Die Technik für den Betrieb ist aufgrund der beengten Platzverhältnisse in einem keilförmigen Bereich am nordöstlichen Ende des Bahnsteigs angeordnet. Dort befinden sich auf zwei Etagen unter anderem die elektrischen Betriebsräume sowie ein Notausstieg.
Zur Fahrgastinformation ist die Station mit vier dynamischen Anzeigen im Bahnsteigbereich ausgestattet und hat zudem weitere Monitore am Zugang zum Bahnhof.

## Bau des Bahnhofs im Zuge des Ruhrtunnels
Der Baubeginn für den als TA 7/8A bezeichneten Abschnitt der Stadtbahn Duisburg war im Januar 1993; der symbolische erste Spatenstich erfolgte am 6. Juli 1993. Die ersten Baumaßnahmen an der eigentlichen Station begannen bereits im Februar 1993. Wie bei innerstädtischen Tiefbaumaßnahmen dieser Dimension üblich, mussten zunächst umfangreiche Arbeiten zur Leitungsverlegung durchgeführt werden, bevor mit dem eigentlichen Ausheben der Baugrube begonnen werden konnte. Durch die beengte Platzsituation mit anliegenden Häusern war damit zu rechnen, dass infolge des mithilfe eines Schildvortriebs bergmännisch aufgefahrenen Tunnels Setzungen auftreten. Deshalb wurden zur Vermeidung dieser Bodenabsenkung Hochdruckinjektionen ins Erdreich eingebracht, um die Fundamente zu stützen. Die Baugrube selbst, die während der Bauzeit durch eine Behelfsbrücke für den Straßenverkehr und zwei Leitungsbrücken überspannt wurde, war mit Schlitzwänden errichtet worden.
In der anschließenden Bauphase, die von November 1994 bis August 1996 dauerte, wurde der Tunnel vor und hinter der Station in Form von zwei getrennten Röhren mittels einer Tunnelbohrmaschine bergmännisch aufgefahren. Dabei wurde die TBM nach Ankunft in der Baugrube von Süden kommend durch die Baugrube geschleppt und am nordöstlichen Ende wieder angesetzt. Nach Erreichen des Zielschachtes am Bahnhof in Meiderich wurde die Maschine wieder zum Startschacht zurückgezogen und das Prozedere wurde für das zweite Gleis wiederholt. Im August 1996 wurde die Maschine das letzte Mal durch die Baugrube geschoben.
Nun konnte mit dem eigentlich Bau des Bahnhofs begonnen werden. Dazu wurden zuerst die Sohle, die Seitenwände und anschließend die Decken des zukünftigen Bauwerks mit Stahlbeton hergestellt, sodass die Station im März 1998 im Rohbau fertiggestellt war. Der anschließende Innenausbau, der unter anderem die Bereiche des Gleisbaus (mit Einbau eines Masse-Feder-Systems in Fester Fahrbahn), der elektrischen und sicherungstechnischen Ausrüstung und künstlerische Ausgestaltung betraf, war im September 2000 abgeschlossen. Anschließend konnte der Bahnhof am 23. September im Rahmen der gesamten Strecke feierlich eröffnet werden.

## Trivia
Die Station wurde von der Architektin Kornelia Rahberg und dem Ingenieur Heinrich Jochems als Kunst-Bahnhof gestaltet. Hierfür zeichnete zudem Eberhard Bosslet verantwortlich. Diese Gestaltung wird wie folgt durch die DVG beschrieben:

„Die Kunst am U-Bahnhof ‚Auf dem Damm‘ gliedert sich in vier dominante Bildelemente aus Glas. Die Bilder zeigen Abstraktionen der Begriffe: verteilen, sammeln, leiten. So wird der Bahnhof als Handlungsraum für kommende, wartende und gehende Fahrgäste dargestellt. Dies setzt sich in der gesamten Gestaltung fort, kommunizierende Verbindungen herrschen vor, ein Kommen und Gehen, ein Auf und Ab. Dies wird ergänzt durch die Hinter-glasbilder „Tunnelröhre im Bau“ und „Verkehrswegeplan“ an den Stirnflächen der Treppe und Rolltreppe.“

## Galerie

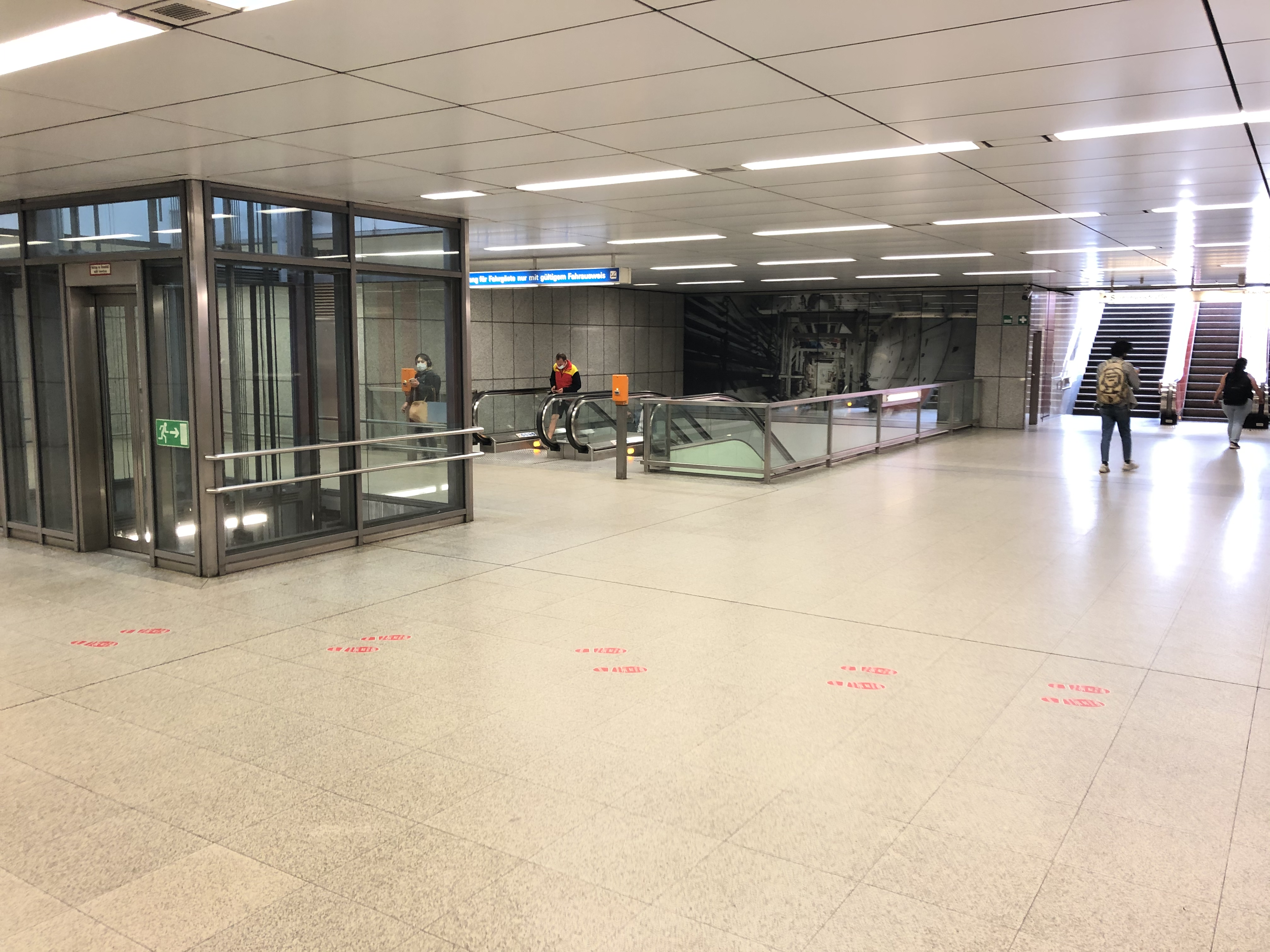
Blick in die Verteilerebene
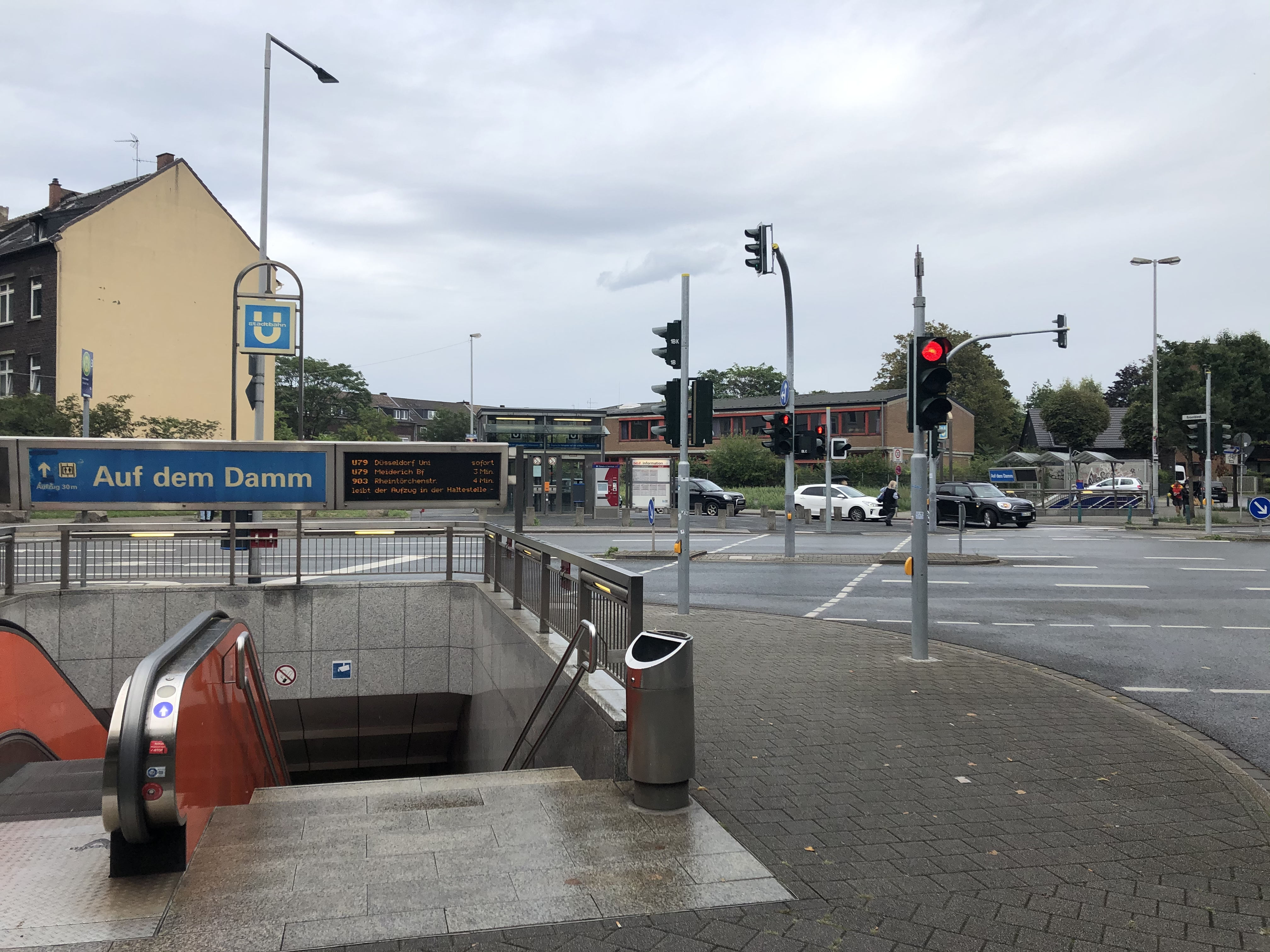
Zugang von der Straßenebene

## Bedienung
| Linie | Linienverlauf | Takt                                      |        |
| ----- | --- | ----------------------------------------- | ------ |
| U 79  | ( U DU-Meiderich Bf 1 – U Auf dem Damm – ) U Duissern2 – U Duisburg Hbf – U König-Heinrich-Platz – U Steinsche Gasse – Platanenhof – Musfeldstraße – Kremerstraße – Karl-Jarres-Straße – Grunewald – Grunewald Betriebshof – Kulturstraße – Im Schlenk – Waldfriedhof – Münchener Straße – Sittardsberg – Mühlenkamp – St. Anna Krankenhaus – Angerbogen (nie in Betrieb genommen) – DU-Kesselsberg3 – D-Froschenteich – Wittlaer4 – Am Mühlenacker – Kalkumer Schlossallee – Klemensplatz – Kittelbachstraße – Alte Landstraße – Lohausen – Freiligrathplatz – Messe Ost/Stockumer Kirchstraße – Nordpark/Aquazoo – Reeser Platz – Theodor-Heuss-Brücke – Golzheimer Platz – Kennedydamm – U Victoriaplatz/Klever Straße – U Nordstraße – U Heinrich-Heine-Allee – U Steinstraße/Königsallee – U Oststraße – U Düsseldorf Hbf 5 (– U Oberbilker Markt/Warschauer Straße – U Ellerstraße – U D-Oberbilk – Kaiserslauterner Straße – Provinzialplatz – Werstener Dorfstraße – Südpark – D-Universität Ost/Botanischer Garten6 ) Hochflurbetrieb der Rheinbahn und DVG; ehemalige D-Bahn; Abschnitt 4–5 gehört zum ; in den Schulferien gilt ein besonderer Fahrplan. 15-Minuten-Takt auch im Abschnitt 2–6 Sa 5–19 Uhr und im Abschnitt 4–5 Mo–Fr 21–0 Uhr (ab 29.08.2018, davor 20–0 Uhr), Sa 20–0 Uhr und So 5–0 Uhr 30-Minuten-Takt im Abschnitt 2–6 Mo–Fr 19–22 Uhr und Sa 7–20 Uhr und im Abschnitt 1–2 Sa 9–18 Uhr und So 12–19 Uhr | 15 min (1–3) 10/20 min (3–4) 10 min (4–6) |        |
| 903   | Dinslaken Bf1 – Watereck2 – Walsum Rathaus – Fahrn Schwan – Marxloh Pollmann – Hamborn Rathaus – Landschaftspark Nord – Meiderich Bf – Auf dem Damm – Duissern – Duisburg Hbf – König-Heinrich-Platz – Steinsche Gasse – Pauluskirche – Hochfeld Süd Bf – Rheintörchenstraße3 – Wanheim-Angerhausen – Hüttenheim4 | 15 min (1-4) 7,5 min (2-3)                | 7½ min |

Zudem kann oberirdisch tagsüber in die Ringlinien 916/917 der Duisburger Verkehrsgesellschaft umgestiegen werden. Nachts bedient die Taxibuslinie 4 die Haltestelle.